# Joladakudligi, Kudligi
Joladakudligi là một làng thuộc tehsil Kudligi, huyện Bellary, bang Karnataka, Ấn Độ.